# Guyou-Inseln
Die Guyou-Inseln (französisch Îles Guyou) sind eine Gruppe aus zwei Inseln vor der Danco-Küste des westantarktischen Grahamlands. Die Isla Grande und die Islote Chico liegen 3 km nordöstlich des Sonia Point in der Flandernbucht.
Teilnehmer der Belgica-Expedition (1897–1899) unter der Leitung des belgischen Polarforschers Adrien de Gerlache de Gomery kartierten sie zuerst. Namensgeber ist der französische Mathematiker Emile Guyou (1843–1915), der an der Veröffentlichung der geomagnetischen Messergebnisse der Forschungsreise maßgeblichen Anteil hatte.